# Generazione distribuita
Nel campo dell'ingegneria elettrica e della distribuzione di energia elettrica, per generazione distribuita (GD) si intende in genere la produzione di energia elettrica in unità elettriche di autoproduzione di piccole dimensioni disperse o localizzate in più punti del territorio e allacciate direttamente alla rete elettrica di distribuzione. Si tratta, quindi, di una produzione decentralizzata, che si differenzia rispetto al  tradizionale modello centralizzato, che prevede una generazione di energia elettrica concentrato in poche grandi centrali elettriche allacciate invece alla rete elettrica di trasmissione.

## Descrizione
Non ci sono definizioni precise per quanto riguarda la taglia o la tipologia degli impianti, che possono essere motori termici, aeromotori, pannelli fotovoltaici, piccole centrali a biomasse, con taglie dai pochi kW ai pochi MW. Una caratterizzazione più precisa può essere fatta dal punto di vista della connessione di questi generatori alla rete elettrica: essendo localizzati in località remote (es. parchi eolici) o in prossimità dell'utente finale (es. cogenerazione), questi impianti sono generalmente collegati alla rete di distribuzione a bassa tensione.
Ciò è in aperta contrapposizione con la gestione tradizionale della rete elettrica primaria, con poche grandi centrali elettriche collegate alla rete di distribuzione attraverso la rete di trasmissione ad altissima tensione ("produzione centralizzata"). È proprio in contrapposizione a questa architettura che deve essere inteso il termine "generazione distribuita".

### Vantaggi e svantaggi rispetto alla produzione centralizzata
L'attuale modello di produzione energetica centralizzata rende necessari grandi investimenti per la costruzione e manutenzione delle reti di distribuzione e crea un forte potere di controllo da parte di pochi produttori sulla sicurezza e continuità di approvvigionamento energetico delle utenze.
La crescita del prezzo dei combustibili fossili potrebbe rivelarsi l'occasione per adottare il modello di generazione distribuita realizzando su tutto il territorio piccoli impianti di produzione vicini ai consumatori, cosa resa possibile grazie allo sviluppo delle conoscenze tecnologiche in merito alle smart grid.
Ad un attento esame dei fatti, la situazione presenterebbe i seguenti aspetti:
1. con la produzione centralizzata si possono avere economie di scala dovute alla dimensione degli impianti; con la produzione distribuita si possono invece avere economie di scala basate sulla standardizzazione;
2. a parità di fonte di produzione, un piccolo impianto inquina generalmente di più (in proporzione all'energia prodotta) a causa della ridotta efficienza e delle limitate tecnologie antinquinamento applicabili; esistono però fonti di produzione particolarmente pulite che non si prestano alla realizzazione di grandi impianti (es. fotovoltaico)
3. con la produzione centralizzata è sufficiente coordinare un numero limitato di produttori per effettuare il dispacciamento dell'energia elettrica in rete, con la produzione distribuita servono invece sistemi di automazione via software più capillari e complessi per il controllo dei numerosi piccoli impianti sparsi sul territorio (vedi smart grid). In entrambi i casi alcune fonti di produzione possono rendere più difficile il dispacciamento. Ad esempio le fonti rinnovabili basate su Sole e vento creano difficoltà a causa della loro produzione intermittente e aleatoria ovvero poco prevedibile e non controllabile[2].
4. in un mercato energetico liberalizzato, indipendentemente dalla presenza di sistemi di produzione centralizzati o distribuiti, il consumatore finale ha comunque facoltà di scegliere liberamente il proprio fornitore dell'energia elettrica Gestore di Rete[Il Gestore della rete in Italia è Terna, e non è un fornitore di energia elettrica]; i piccoli produttori di energia elettrica possono vendere la loro produzione al Gestore dei Servizi Energetici indipendentemente dalla loro collocazione sul territorio italiano, secondo prezzi e modalità tutelate e stabilite da un'apposita normativa[3].
5. i grandi impianti di produzione sono allacciati alla rete in alta tensione, mentre i piccoli impianti sono collegati in media o bassa tensione. A parità di distanza percorsa, il trasporto di energia a tensioni più basse fa aumentare notevolmente le perdite per trasmissione, infatti al diminuire della tensione aumenta la corrente trasportata e, con il suo quadrato, le perdite per effetto Joule. Tuttavia in un sistema di generazione distribuita i piccoli impianti di produzione sono posti molto vicino (se non addirittura coincidenti) ai luoghi di utilizzo e questo permette di ridurre le distanze percorse. In ultima istanza quindi, l'impiego di energia elettrica nelle immediate vicinanze del luogo di produzione comporta in ogni caso una riduzione delle perdite per effetto Joule, risultando quindi più conveniente in termini assoluti rispetto alla distribuzione su grandi distanze derivante dalla produzione presso grandi impianti.

Produzione centralizzata e generazione distribuita offrono quindi vantaggi e svantaggi che devono essere ponderati alla luce degli sviluppi tecnologici in corso e ad attente considerazioni di carattere economico, di politica energetica e ambientale.